# Mausoleo de Husein Yavid
El Mausoleo de Husein Yavid (en azerí: Hüseyn Cavid məqbərəsi) es un complejo arquitectónico y conmemorativo, construido sobre la tumba de famoso poeta y dramaturgo azerbaiyano, Husein Yavid, en Najicheván.

## Historia del mausoleo
El mausoleo de Husein Yavid fue construido por iniciativa personal del presidente de Azerbaiyán, Heydər Əliyev. Los autores del mauseleo son Rasim Aliyev, el Arquitecto de Honor de Azerbaiyán, y Omar Eldarov, Artista del Pueblo de Azerbaiyán.
El mausoleo fue desarrollado el 29 de octubre de 1996 con motivo del 114.º aniversario de Husein Yavid. Se ha construido en el estilo arquitectónico de Najicheván y  se compone de dos partes. Husein Yavid, su mujer – Mushkinaz, y  sus hijos – Ertoghrul y Turan fueron enterrados en este mausoleo.